# 니시우라카미촌
니시우라카미촌(西浦上村)은 나가사키현 니시소노기군에 있던 촌이다. 1938년에 고사카키촌, 도이노쿠비촌,고가쿠라촌과 함께 나가사키시에 편입되었다. 
현재의 나가사키시 니시우라카미에 해당한다.

## 역사
- 1889년 4월 1일 - 정촌제 시행에 의해 니시소노기군 니시우라카미촌이 성립하였다.
- 1897년 7월 22일 - 규슈철도 (후에 일본국유철도 나가사키 본선)가 개업하였다.
- 1938년 4월 1일 - 고사카키촌, 도이노쿠비촌,고가쿠라촌과 함께 나가사키시에 편입해 니시우라카미촌은 지자체에서 폐지되었다.,

## 교통

### 철도
- 일본국유철도
  - 나가사키 본선

## 참고문헌
- 角川日本地名大辞典 42 長崎県
- 西彼杵郡現勢一班「西浦上村現勢概要」（1926年）国立国会図書館デジタルコレクション
- 市域の変遷（長崎市例規集）